# Gemini 11
Gemini 11 (oficialment Gemini XI) va ser el novè vol espacial tripulat sota el programa Gemini de la NASA, que va tenir lloc des del 12 al 15 de setembre de 1966. Va ser el 17è vol tripulat americà i el 25è de la història (s'inclouen els vols del X-15 sobre els 100 km). Els astronautes Charles "Pete" Conrad, Jr. i Richard F. Gordon, Jr. van realitzar el primer encontre d'ascens directe (primera òrbita) amb un Agena target vehicle, mantenint-se acoblat una hora i trenta-quatre minuts després del llançament; es va utilitzar el motor de coet Agena per arribar a l'alt apogeu en òrbita terrestre batin el rècord en altura; i es va crear una petita gravetat artificial fent girar les dues naus espacials connectades per una corretja de subjecció. Gordon també va realitzar dos activitats extravehiculars per un total de 2 hores i 41 minuts.

## Tripulació
| Posició         | Astronauta                                    | Astronauta                                    |
| --------------- | --------------------------------------------- | --------------------------------------------- |
| Pilot Comandant | Charles "Pete" Conrad, Jr. Segon vol espacial | Charles "Pete" Conrad, Jr. Segon vol espacial |
| Pilot           | Richard F. Gordon, Jr. Primer vol espacial    | Richard F. Gordon, Jr. Primer vol espacial    |

### Tripulació de reserva
| Posició         | Astronauta        | Astronauta        |
| --------------- | ----------------- | ----------------- |
| Pilot Comandant | Neil A. Armstrong | Neil A. Armstrong |
| Pilot           | William A. Anders | William A. Anders |

### Tripulació en suport
- Clifton C. Williams, Jr. (Cape CAPCOM)
- John W. Young (Houston CAPCOM)
- Alan L. Bean (Houston CAPCOM)

## Paràmetres de la missió
- Massa: 3.798 kg

Òrbita més alta (seguida dues vegades):
- Perigeu: 289,7 km
- Apogeu: 1.369,0 km[2]
- Inclinació: 28.85°
- Període: 101,52 min

### Acoblament
- Acoblat: 12 de setembre de 1966 - 16:16:00 UTC
- Desacoblat: 14 de setembre de 1966 - 16:55:00 UTC

### Passeig espacial
- Gordon - EVA 1
  - Inici: 13 de setembre de 1966, 14:44:00 UTC
  - Fi: 13 de setembre de 1966, 15:17:00 UTC
  - Duració: 0 hores, 33 minuts
- Gordon - EVA 2 (es va aixecar)
  - Inici: 14 de setembre de 1966, 12:49:00 UTC
  - Fi: 14 de setembre de 1966, 14:57:00 UTC
  - Duració: 2 hores, 08 minuts

## Ubicació de la nau espacial
| La càpsula Gemini 11 en exhibició al California Science Center de Los Angeles. |  | La càpsula Gemini 11 en exhibició al California Science Center de Los Angeles. |
| La càpsula Gemini 11 en exhibició al California Science Center de Los Angeles. |  |                                                                                |

La nau espacial en exhibició al California Science Center de Los Angeles, Califòrnia.